# قصر الفاو

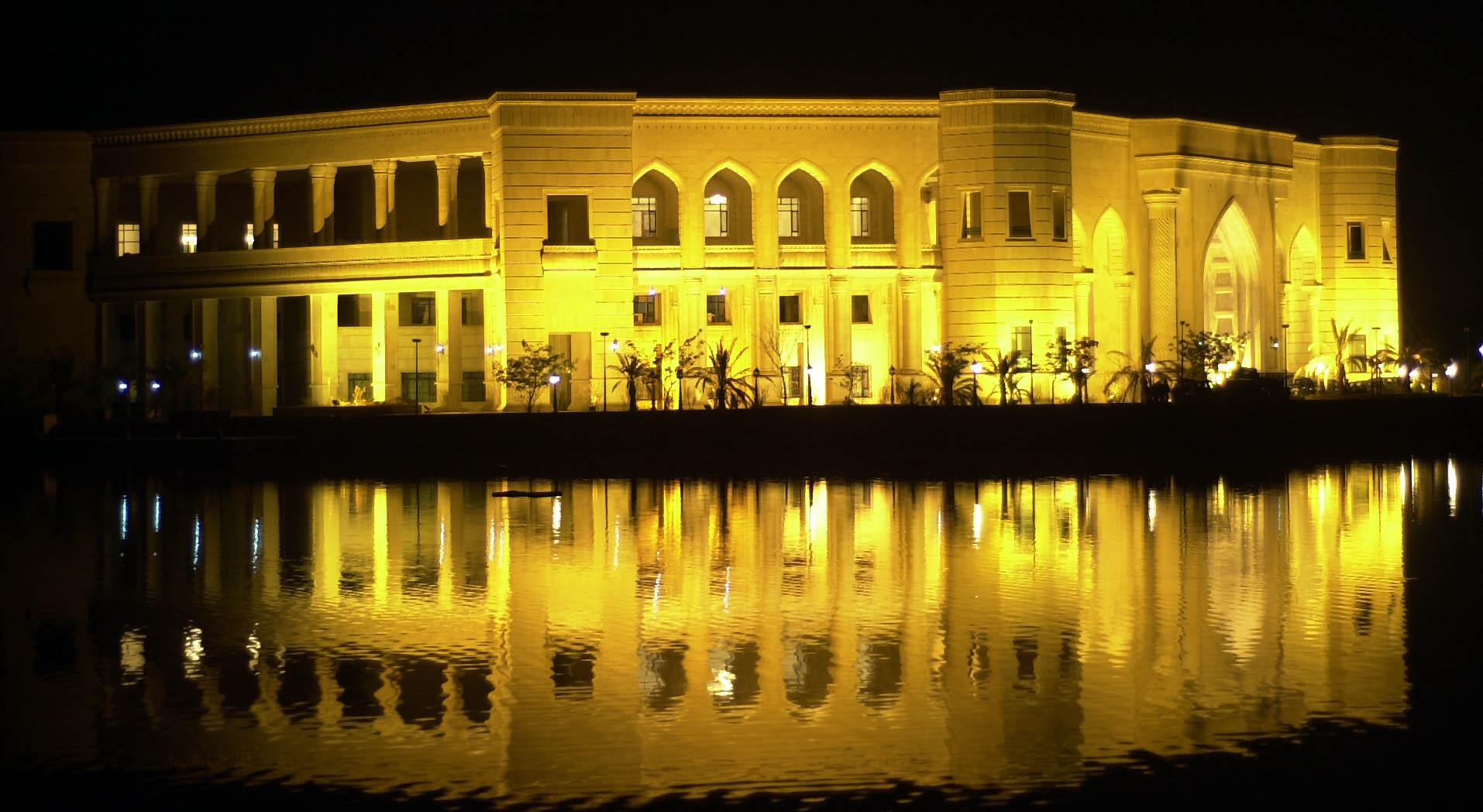
قصر الفاو يبدو مضيئا في احتفال تغيير القيادة بين الفيلق الثالث الأمريكي والفيلق الثامن عشر المحمول جوا في وقت مبكر من فبراير 2005

قصر الفاو قصر رئاسي عراقي سابق. بني في عهد الرئيس السابق صدام حسين وسط بحيرة ولذلك يطلق عليه لقب قصر الماء. وهو يقع على بعد 5 كيلومترات من مطار بغداد الدولي. سمي قصرَ الفاو تيمناً بجزيرة الفاو التي استعادها العراق أواخر الحرب العراقية الإيرانية من أيدي القوات الإيرانية.

## القصر بعد عام 2003
بعد الاحتلال الأمريكي للعراق عام 2003 استخدمَ القصرُ قاعدة للقوات الأمريكية المحتلة وفي 2004 أصبح المقر العام للقوة متعددة الجنسيات في العراق. وكان يشاركه معه في نفس المبنى مركز العمليات المشتركة. ثم صار القصر ومبانية ومنتجعه معسكرا النصر (كامب فيكتوري) تابعاً للقوات الأمريكية، وفي سنة 2018 أُعلنَ عن اختيار القصر ليكون مقراً للجامعة الأمريكية في بغداد.

## وصف القصر

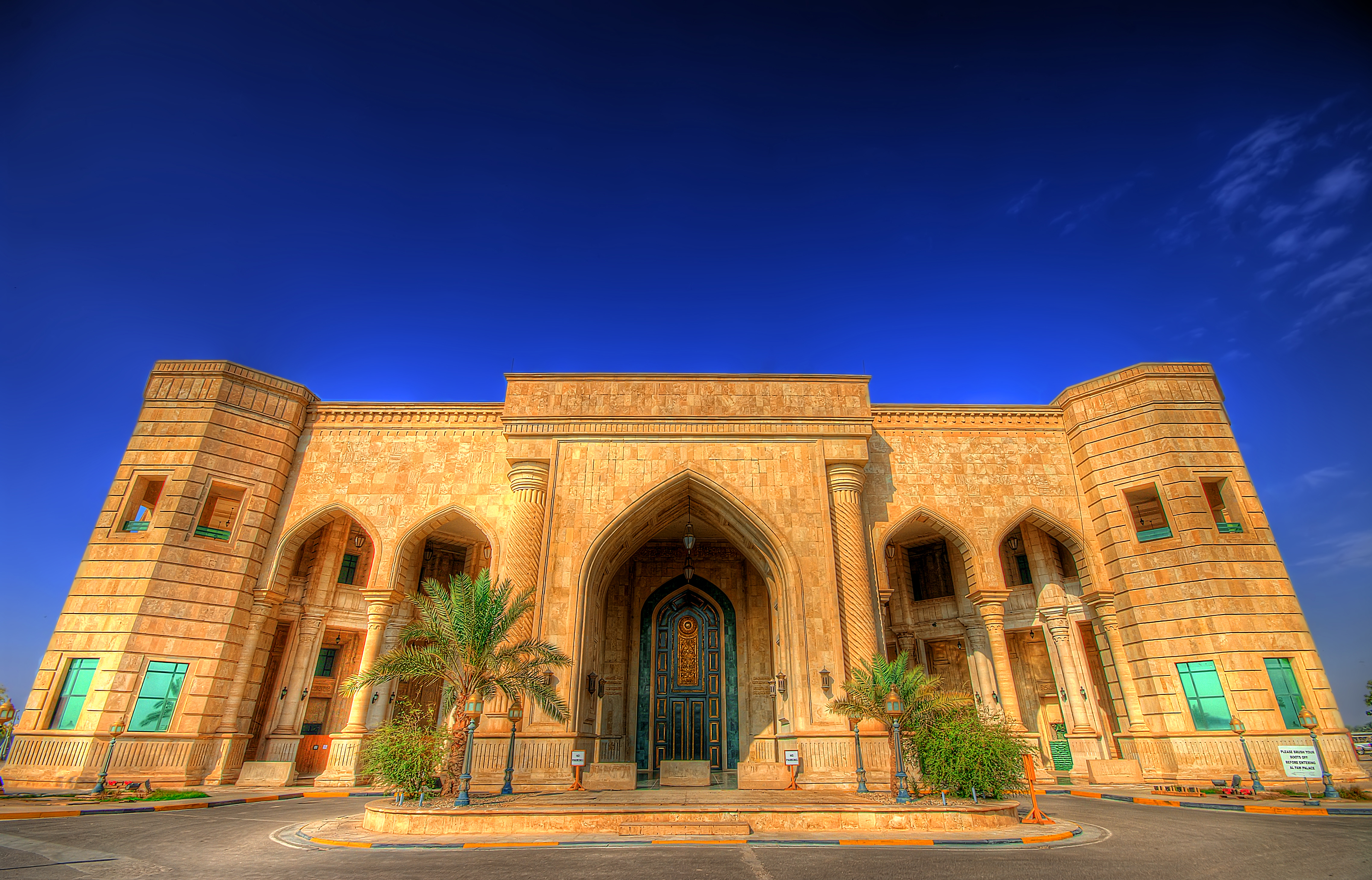
قصر الفاو

القصر هو مجمع يحتوي على العديد من البيوت والقصور الصغيرة، القصر الرئيسي مقام على جزيرة بوسط بحيرة صناعية ويتالف من 62 غرفة وحوالي 29 حماماً وقد حولت أكثر غرفه لتكون مكاتب، ويقال ان صدام كان يستخدم القصر لصيد البط.